# Saint-Benoît-la-Forêt
Saint-Benoît-la-Forêt ist eine französische Gemeinde mit 848 Einwohnern (Stand: 1. Januar 2022) im Département Indre-et-Loire in der Region Centre-Val de Loire. Sie gehört zum Arrondissement Chinon und zum Kanton Chinon. Die Einwohner werden Bénédictains genannt.

## Geographie
Die Gemeinde Saint-Benoît-la-Forêt liegt im Regionalen Naturpark Loire-Anjou-Touraine zwischen den Flüssen Indre und Loire, neun Kilometer nordöstlich von Chinon. Umgeben wird Saint-Benoît-la-Forêt von den Nachbargemeinden Rigny-Ussé im Norden, Rivarennes im Nordosten und Osten, Cravant-les-Côteaux im Süden, Chinon im Südwesten sowie Huismes im Westen.

## Bevölkerungsentwicklung
| Jahr                       | 1962 | 1968 | 1975 | 1982 | 1990 | 1999 | 2009 | 2021 |
| -------------------------- | ---- | ---- | ---- | ---- | ---- | ---- | ---- | ---- |
| Einwohner                  | 376  | 334  | 1335 | 1177 | 946  | 766  | 862  | 846  |
| Quellen: Cassini und INSEE |      |      |      |      |      |      |      |      |

## Sehenswürdigkeiten
- Kirche Saint-Benoît, 1877 wieder errichtet
- Kloster von Turpenay, 1127 gegründet
- Reste der alten Priorei Pommier-Aigre aus dem 16. Jahrhundert
- Schloss Beugny
- Reste eines Herrenhauses
- Kastell

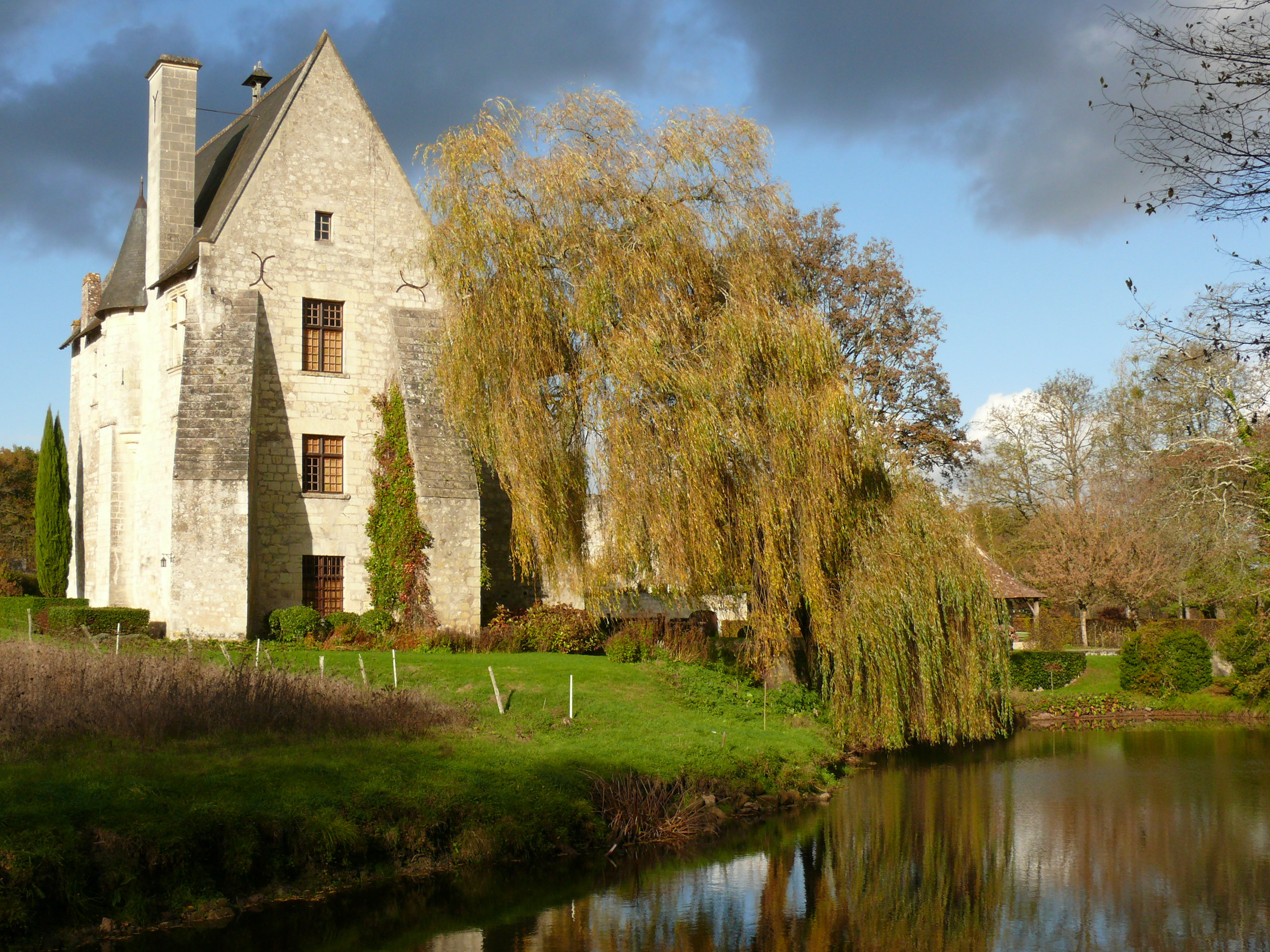
Haus des Abtes des ehemaligen Klosters von Turpenay
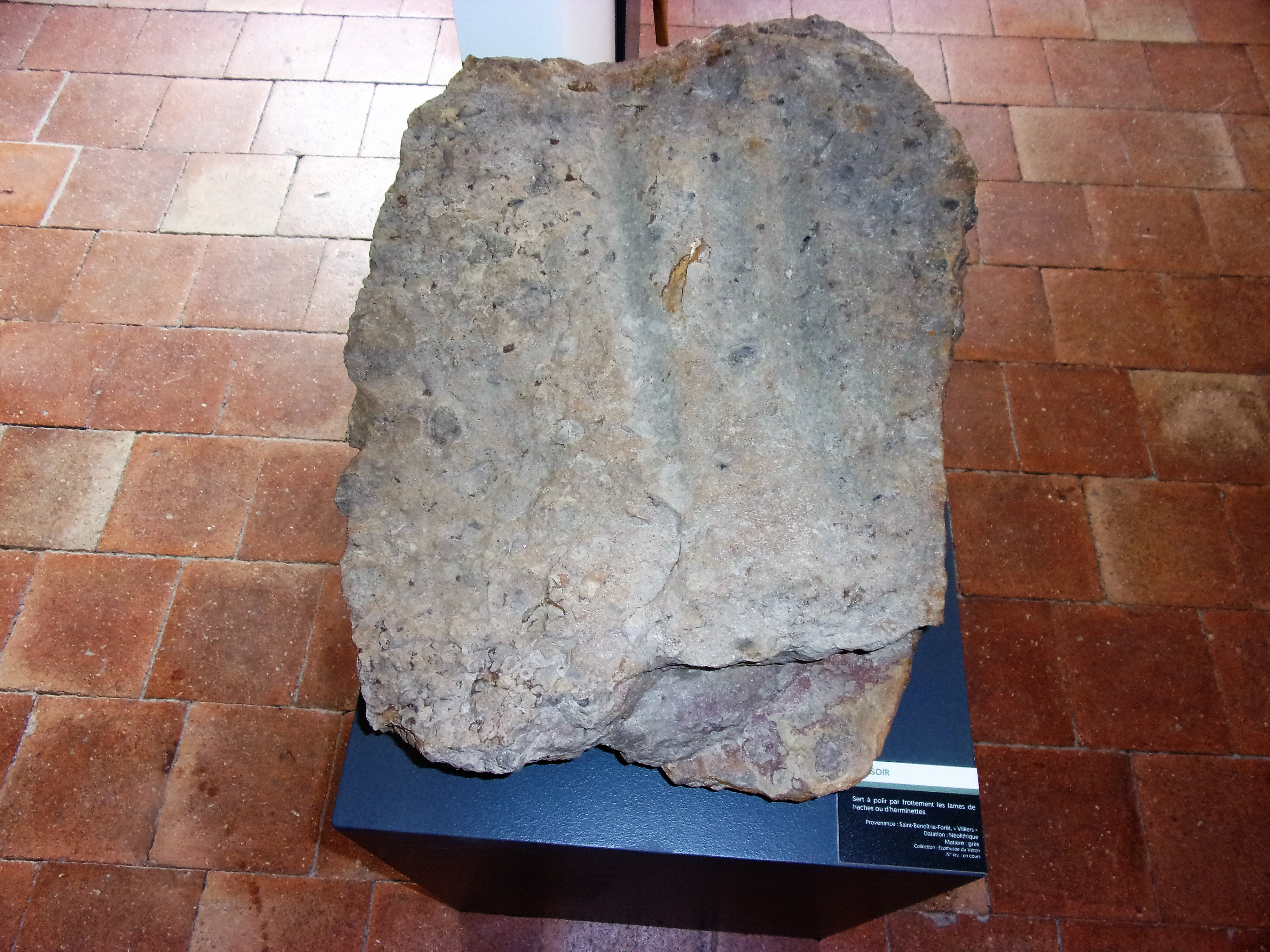
Stein mit jungsteinzeitlichen Wetzrillen, gefunden in Saint-Benoît-la-Forêt

## Trivia
Kardinal Richelieu war Prior in der Priorei Pommier-Aigre.

## Persönlichkeiten
- Kaylia Nemour (* 2006), algerisch-französische Turnerin